# Erdélyváros
Az Erdélyváros Kiskunfélegyháza egyik városrésze. A város délnyugati és nyugati oldalán helyezkedik el, a Majsai úti lakótelep, a Dózsa György utca–Katona József utca, a Kossuth Lajos utca és a Vasút utca, illetve Kiskunfélegyháza vasútállomás között. A városrész kialakulása az 1920-as években történt, de a korábban itt volt vásártér lakóházak céljára történő felparcellázását már az 1910-es években elhatározták. A kertvárosi jellegű városrész tisztviselőtelepként épült. Utcaneveit – legalábbis részben – az 1920-ban elcsatolt magyar városokról nyerte.

## Utcái

### Dohány utca
Nevét a város 19. században létesült egykori dohánygyáráról kapta.

### Halasi út
Valószínűnek tűnik, hogy korábban egy időben országos közútnak minősült, alighanem a mai 4625-ös út részeként. Ezt látszik alátámasztani, hogy nyugati végénél, a Maisai úttal és a Csokonai utcával alkotott kereszteződésében van a végpontja az Izsáktól Kiskunfélegyházáig húzódó 5302-es útnak, és ugyanott van a Kiskunmajsa felé induló 5403-as út kezdőpontja is.

### Majsai út / Füst Sándor u.
A lakótelep kialakítása az 1970-es, 1980-as években kezdődött meg. Addig a terület helyén sőt egész Erdélyváros területén iszapos mocsár volt, amit a későbbiekben feltöltöttek. A vizét a mai városi strand és uszoda területére az akkori új Aranypáva fürdőszállóba vezették. A Majsai út ma országos közútnak minősül, az Izsáktól Kiskunfélegyházáig húzódó 5302-es út része (utolsó szakasza).

### Marosvásárhelyi utca
Marosvásárhely utcaként létesült, 2009-től nevét Marosvásárhelyi utcára változtatta Kiskunfélegyháza Város Önkormányzata.

### Zamenhof utca
Koordináták: é. sz. 46° 42′ 11″, k. h. 19° 50′ 39″46.703115°N 19.844205°E
A Horváth Zoltán utcát köti össze a Katona József és Marosvásárhely utcákkal. Nyomvonala 1928-ban alakult ki. Első hivatalos neve Eszék utca volt, melyet 1929-ben kapott, ezt azonban 1948-ban megváltoztatták, figyelembe véve az Országos Eszperantó Egyesület kezdeményezését. 1991-ben az utca nyomvonala úgy hosszabbodott meg, hogy a Rózsa Ferenc utcát hozzácsatolták, így a Zamenhof utca a Horváth Zoltán utcától a Marosvásárhely utcáig ér.